# Cale (Arkansas)
Cale è un comune degli Stati Uniti d'America, situato in Arkansas, nella contea di Nevada.